# Nhân viên cứu hộ
Nhân viên cứu hộ (tiếng Anh: The Rescuers) là một bộ phim hoạt hình phiêu lưu Mỹ vào năm 1977 sản xuất bởi Walt Disney Productions sản xuất và phát hành ngày 22 tháng 6 năm 1977 bởi nhà phân phối Buena Vista. Phim thứ 23 trong loạt hoạt hình cổ điển Walt Disney, bộ phim nói về Rescue Aid Society, một tổ chức cấp thế giới gồm các chú chuột đóng tại New York, theo dạng Liên Hợp Quốc, chuyên giúp đỡ các nạn nhân bị bắt cóc trên thế giới. Hai chú chuột trong số đó, chàng lau dọn lý lắc Bernard (Bob Newhart) và đồng nghiệp của anh, Cô Bianca thanh lịch (Eva Gabor), thực hiện nhiệm vụ cứu Penny (Michelle Stacy), một cô bé mồ côi bị giam giữ bởi Madame Medusa (Geraldine Page).
Bộ phim dựa trên loạt sách của tác giả Margery Sharp, đáng chú ý là cuốn The Rescuers và Miss Bianca. Từ sự thành công của bộ phim này, người ta đã vẽ một bộ nối tiếp có tên là Nhân viên cứu hộ II (tiếng Anh: The Rescuers Down Under) vào năm 1990.

## Nội dung
Trong một con thuyền bỏ hoang ở con lạch Devil, có một cô bé mồ côi tên là Penny đã bỏ một lời nhắn cầu xin sự cứu giúp vào trong một chai thủy tinh và thả xuống dòng sông. Chiếc chai đã theo dòng sông trôi đến thành phố New York và được Hội Cứu Trợ của một tổ chức chuột quốc tế trong nước Mỹ nhặt được. Và đại diện của nước Hungari, cô chuột Bianca đã tình nguyện nhận vụ này và chọn theo Bernard, một chú chuột nói lắp đi theo để hổ trợ. Cả hai lên đường đến Trại mồ côi Morningside, nơi cô bé Penny sống và gặp một bác mèo già tên là Rufus. Ông ấy đã nói cho họ nghe về một người phụ nữ tên là Madame Medusa, là người đã từng dụ dỗ Penny vào xe của mình và có thể lần này bà ta sẽ nhận nuôi Penny thành công.
Vậy là cả cùng đi đến tiệm cầm đồ Medusa, là nơi họ phát hiện ra bà ta cùng trợ thủ của mình là ông Snoops đang lên kế hoạch để tìm ra viên kim cương lớn nhất thế giới có tên là Mắt Quỷ. Cả hai cũng biết được rằng Medusa và ông Snoops hiện tại đang ở con lạch Devil cùng với Penny sau khi bắt cóc cô bé và nhốt Penny lại cùng với sự canh gác của hai con cá sấu Mỹ là Brutus và Nero. Sau đó, nhờ có sự giúp đỡ của chú hải âu Orville và chú chuồn chuồn Evinrude, cả hai đã tìm tới được con lạch, ở nơi đó, họ nghe được mụ Medusa bắt Penny phải đi vào một đường ống nhỏ dẫn tới hang ổ của bọn hải tặc xưa và cùng là nơi cất giữ viên kim cương Mắt Quỷ.
Bernard và cô chuột Bianca tìm thấy Penny và lên kế hoạch giải thoát cho cô bé. Họ cũng đã nhờ chuồn chuồn Evinrude đi phát tín hiệu cho những động vật xung quanh, là những loài căm ghét mụ Medusa nhưng không may lại bị chậm trễ bởi một đàn dơi. Sáng hôm sau, Medusa và ông Snoops đã bắt Penny đi xuống đường ống để tìm viên kim cương. Nhưng mụ ta không biết được rằng cô chuột Bianca và Bernard đã núp vào trong túi váy của Penny. Cả ba đã nhanh chóng tìm ra viên kim cương trong một cái đầu lâu. Penny đã dùng thanh kiếm gần đó nạy miệng đầu lâu ra để biệt đội giải cứu vào lấy ra, nhưng lúc đó thủy triều lại dâng cao, khiến nước tràn vào nên Penny đã nắm chặt viên kim cương và cả ba thoát ra ngoài.
Sau đó, Medusa đã thất hứa với ông Snoops về việc chia một nữa viên kim cương và giấu viên kim cương vào trong con gấu bông của Penny trong lúc giữ Penny và ông Snoops trước họng súng. Nhưng mụ lại bị trượt chân vào sợi dây cáp mà Bernard và Bianca đã căng ra khiến mụ làm rơi con gấu bông chứa viên kim cương bên trong. Những loài động vật xung quanh đến nơi và giúp Bernard và Bianca gài bẫy hai con cá sấu Brutus và Nero, rồi thả thêm những cây pháo hoa của ông Snoops nhằm khiến mọi thứ rối tung. Cùng lúc, Penny cùng biệt đội giải cứu dùng chiếc xuồng của mụ Medusa va chạy đi khiến mụ không thể bắt kịp nên đành phải dùng hai con cá sấu làm để rượt theo nhưng lại bị bỏ lại phía sau, mất trớn và mụ tung vào một cây cột, giúp cho cả ba có thể chạy thoát. Ngoài ra, do tính tình hóng hách, tàn ác của mụ đã khiến cho hai con cá sấu tức giận và quay lại muốn ăn thịt mụ.
Trở về lại thành phố New York, Hội Cứu Trợ đã xem được tin tức về việc Penny đã tìm ra viên kim cương Mắt Quỷ và sau đó gửi lại cho học viện Smithsonian và cũng nhờ nơi đó, cô bé được nhận nuôi. Mọi việc bị gián đoạn khi chú chuồn chuồn Evinrude bay vào cùng với một lời cầu cứu, từ đó Bernard và Bianca lại tiếp tục cuộc phiêu lưu mới của mình.

## Lồng tiếng
- Bob Newhart vai Bernard
- Eva Gabor vai Bianca
- Geraldine Page vai Madame Medusa
- Joe Flynn vai Snoops
- Michelle Stacy vai Penny
- John McIntire vai Rufus
- Jim Jordan vai Orville
- Jeanette Nolan vai Ellie Mae
- Pat Buttram vai Luke
- Bernard Fox vai Mr. Chairman
- James Macdonald vai Evinrude
- Larry Clemmons vai Gramps
- George Lindsey vai Rabbit
- Dub Taylor vai Digger
- John Fiedler vai Owl
- Bill McMillian vai TV Announcer

## Phản hồi
Bộ phim thu được tổng cộng 71.215.869 đô la mỹ trên toàn thế giới.
Bộ phim nhận được số điểm 83% tại trang web bình luận phim Rotten Tomatoes, và đã nhận được đề cử cho Giải Academy Award cho phim hoạt hình hay nhất năm 1978 bài hát nổi bật nhất trong phim "Someone's Waiting For You".

## Nhạc phim
Bài hát nổi bật nhất trong phim là "Someone's Waiting for You" nhạc va lời: Carol Connors, Ayn Robbins, va Sammy Fain
Ngoài ra còn có: 
- "The Journey"
- "Rescue Aid Society"
- "Tomorrow is Another Day"
- "For Penny's a Jolly Good Fellow"